# Бьянки, Оттавио
Отта́вио Бья́нки (итал. Ottavio Bianchi; 6 октября 1943, Брешиа) — итальянский футболист и футбольный тренер. Выступал на позиции нападающего в таких клубах, как «Брешиа», «Наполи», «Аталанта», «Милан», «Кальяри» и СПАЛ. В серии А сыграл 224 матча, забил 29 мячей.

## Карьера
Тренерская карьера Оттавио началась в его последнем «игровом» клубе — СПАЛ, где он был играющим тренером. В 1978 году Бьянки стал наставником «Сиены». После этого он тренировал «Мантову», «Триестину», «Аталанту», «Авеллино», «Комо», «Наполи», «Рому», «Интер» и «Фиорентину».
Больших успехов Оттавио достиг с «Наполи» в составе которого блистал Диего Марадона и Карека. С неаполитанцами он выиграл Серию A, Кубок Италии и Кубок УЕФА. Это был лучший период в истории клуба. После победы в Кубке УЕФА он покинул клуб. Два года он тренировал столичную «Рому» с которой в 1991 году выиграл Кубок Италии и дошел до финала Кубка УЕФА, где проиграл «Интеру». В 1992 году Оттавио вернулся в «Наполи», но без Марадоны клуб уже не мог претендовать на возвращение былой славы, какая была при первой работе с клубом. Тренера уволили менее чем через год. При нём в 1993 году в «Наполи» дебютировал Фабио Каннаваро.

## Достижения
- Чемпион Италии: 1987
- Обладатель Кубка Италии: 1987, 1991
- Обладатель Кубка УЕФА: 1989